# Hagatna
Hagatna a fő faluja az Egyesült Államok Guam területének. A 18. századtól a 20. század közepéig Guam népességközpontja volt, de manapság ez a sziget 19 faluja közül a második legkisebb mind terület, mind népesség szempontjából. A kormány székhelye mellett azonban továbbra is a sziget egyik legnagyobb kereskedelmi körzete. 

## Földrajz
Hagatna a Hagatna folyó torkolatánál található Guam nyugati partján. Az Egyesült Államok Népszámlálási Hivatala szerint a város teljes területe 3 km2. A falu északi részén az Hagatna-öböl homokos strandjai vannak, a Hagatna-folyó és a hozzá kapcsolódó vizes élőhelyek keletre, valamint délen egy szikla (ami felett fekszik Agana Heights faluja). Számos sokemeletes irodaház található a falu központjában, míg a falu nyugati része, Anigua többnyire lakónegyed. A legtöbb falutól eltérően Hagatna központja városi blokkokra van osztva, amelyek tele vannak üzletekkel és kis éttermekkel végig a faluközpontban. Hagatna környékén Mongmong-Toto-Maite, Sinajana és Agana Heights faluiban találhatóak sűrűn lakott lakónegyedek. 

### Éghajlat
A falunak egyenlítői éghajlata van, hasonló az Amazonas-medence éghajlatához.  A csapadék magas, főleg nyáron és ősszel. 1997 augusztusában egyetlen hónap alatt a csapadék elérte a 978 mm-t. 2004. volt a legcsapadékosabb év, amikor 3539 mm esett.

## Története

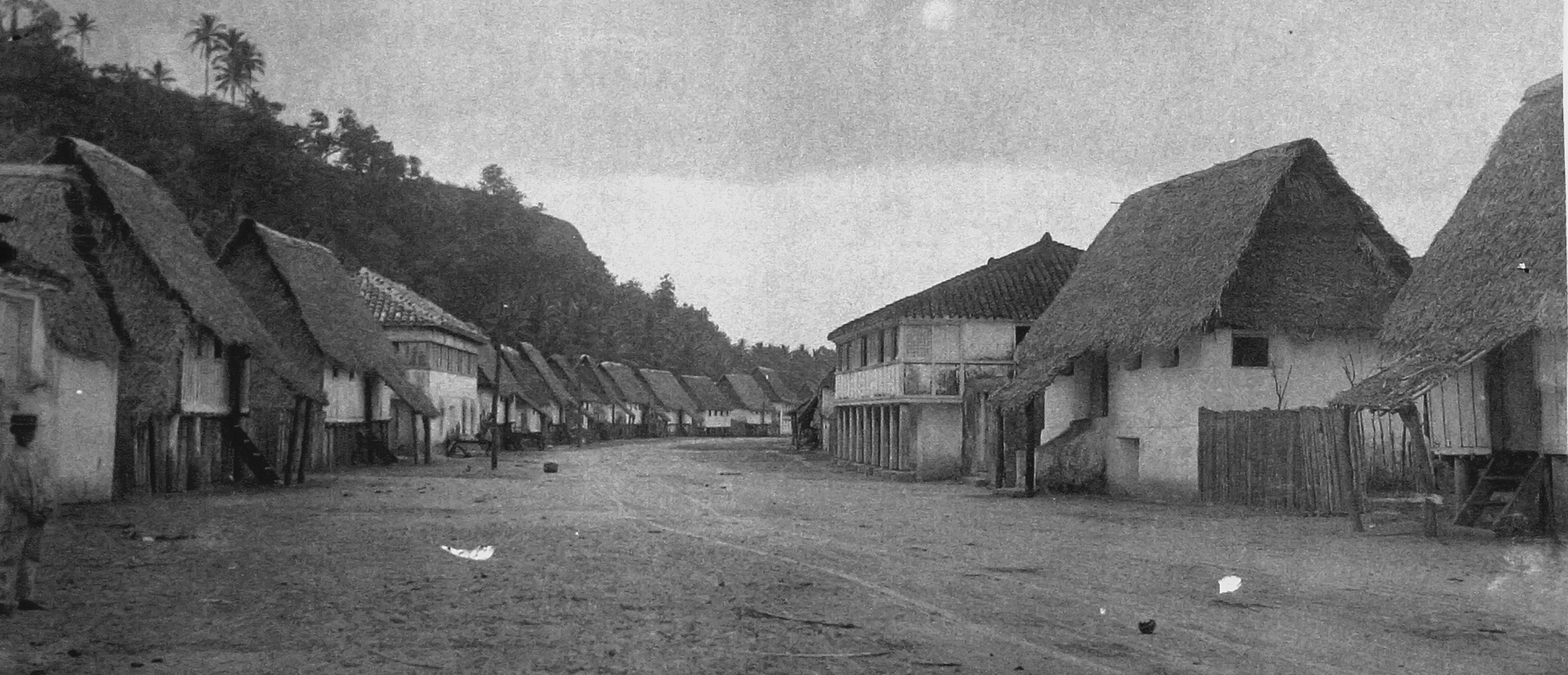
Hagatna főutcája, 1899–1900 körül

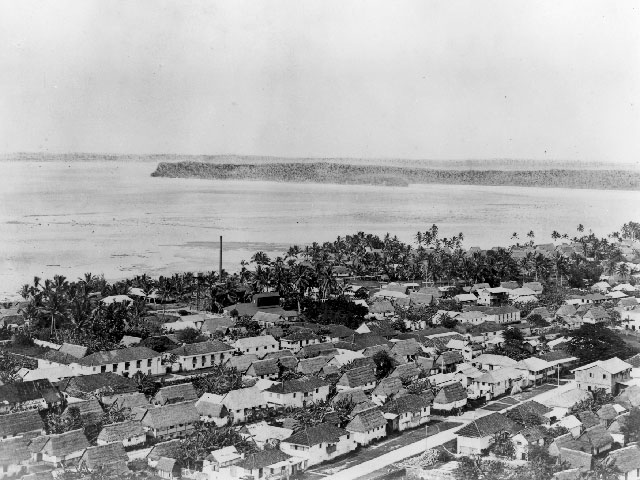
Fotó Hagatnaról a második világháború előtt

Hagatna kiemelt falu volt Guamban a spanyol gyarmatosítás előtt. 1668-ban az első spanyol misszionárius, Padre San Vitores megérkezett a szigetre. Kepuha törzsfőnök családja adományozott földet Hagatnában neki, lehetővé téve San Vitores számára az első templom megépítését Guamon. 
A spanyol uralom alatt Guam és más Mariana-szigetek bennszülött lakosságának nagy részét kénytelen volt áthelyezni a városba. 

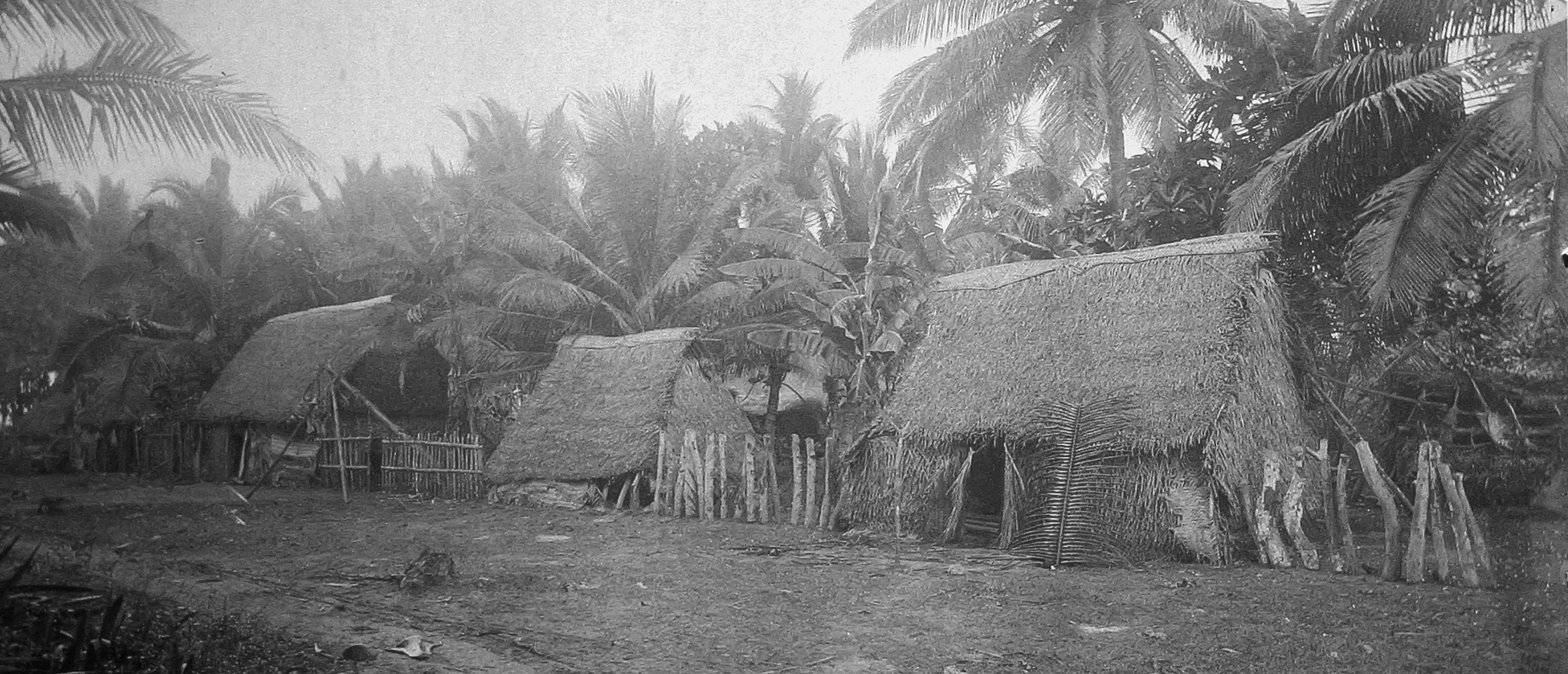
Caroline-szigetek bevándorlóinak faluja Hagatna közelében, 1899–1900

Spanyolországnak az 1898-as spanyol–amerikai háborút követően át kellett adnia Guamot az Egyesült Államoknak, Hagatna maradt a székhelye Guamnak, az Egyesült Államok haditengerészetének felügyelete alatt. 1940-re a város népessége körülbelül 10 000-re nőtt, ami a sziget lakosainak közel felét kitette. A közelben falvak jöttek létre a Caroline-szigetekről érkező bevándorlók miatt. 
A japán erők Guamot 1941. december 8-án megszállták. A japánok átneveztél Guamot Ōmiya-jima ( ja . : 大 宮 島)-nak magyarul Nagy Szentély sziget -nek, Hagatnát Akashi ( ja . : 明石)-nak magyarul Piros vagy Fényes Kő -nek. Guam 1944-es felszabadítása közben a második világháború alatt a várost súlyos károk érték az amerikai haditengerészet bombázása végett. Sok lakos a háború után Guam más részein telepedett le. Guam újjáépítési tervének részeként az amerikai haditengerészet új egyenes városi utcákat épített, amik áthaladtak meglévő birtokokon és sok szabad telket teremtettek több tulajdonosnak. Ez akadályozza a falu fejlődését a mai napig. 1944 decemberében Guam volt a hagatnai versenyzavargásnak a helyszíne a szigeten állomásozó fekete és fehér katonák között. 
Manapság, annak ellenére, hogy mindössze 1100 lakosa van (Guam lakosságának kevesebb mint 1% -a), a város továbbra is a területi kormány székhelye. A történelmi helyszínek a fő látnivalók a turisták számára.

## Kultúra

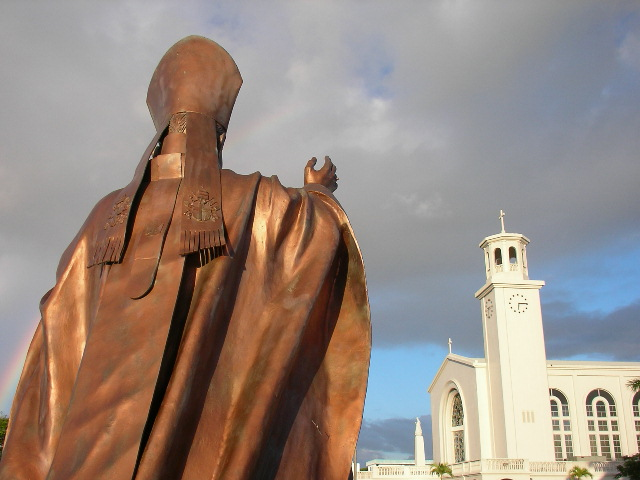
A Dulce Nombre de Maria székesegyház, II. János Pál pápa szobrával szemben

Mint Guam történelmi helyszíne és közigazgatási központja, Hagatnában számos hagyományos ünnepségre kerül sor. December 8-án a Mariana-szigetek védőszentjét, Szűz Máriát egy felvonulással tisztelik meg, amelyben a védőszent szobrát egy autó húzza, a sziget katolikus ezrei imáinak közepette.  Guam leghíresebb nemzeti ünnepe, a Felszabadulás Napja, július 21-én. A Plaza de España és a bazilika történelmi helyszínein kívül a Latte kőpark és a Chamorro Village bevásárlókörzet további információkat ad a sziget történelméről és kultúrájáról. 

Guam címere a Hagatna-öbölt ábrázolja

## Kormányzat
A sziget fővárosa, a törvényhozás, a kormányzó irodája és egyéb kormányhivatalok Hagatnában találhatóak. A kormányház (Chamorro), amely hagyományosan a spanyol kormányzó hivatalos rezidenciája volt, a szikla felett helyezkedik el, de hivatalosan Hagatna városi határain belül helyezkedik el. 

## Fordítás
Ez a szócikk részben vagy egészben  a   Hagåtña, Guam című angol Wikipédia-szócikk ezen változatának fordításán alapul.  Az eredeti cikk szerkesztőit annak laptörténete sorolja fel. Ez a jelzés csupán a megfogalmazás eredetét és a szerzői jogokat jelzi, nem szolgál a cikkben szereplő információk forrásmegjelöléseként.

## Külső hivatkozások
- Guampedia, Guam online enciklopédiája: Hagatna falu
- Hagatna, Guam a Guam portálon
- Hagatna város Archiválva 2005. augusztus 28-i dátummal a Wayback Machine-ben - Guam kormánya
- Virtuális Hagatna